# Эбертсхаузен
Э́бертсхаузен (нем. Ebertshausen) — община в Германии, в земле Рейнланд-Пфальц.
Входит в состав района Рейн-Лан. Подчиняется управлению Катценельнбоген. Население составляет 124 человека (на 31 декабря 2010 года). Занимает площадь 2,57 км².